# Zboží (Habry)

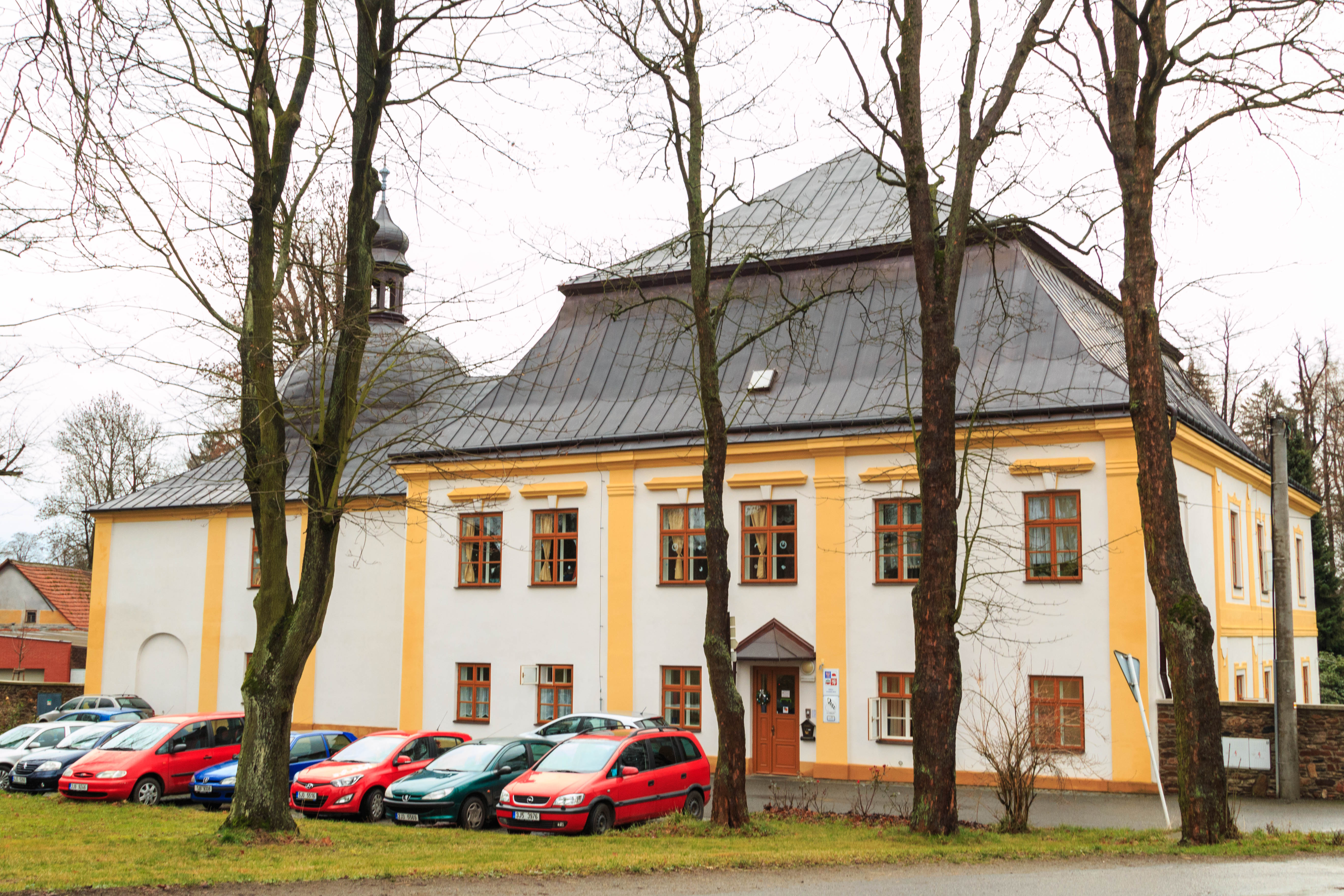
Schloss Zboží

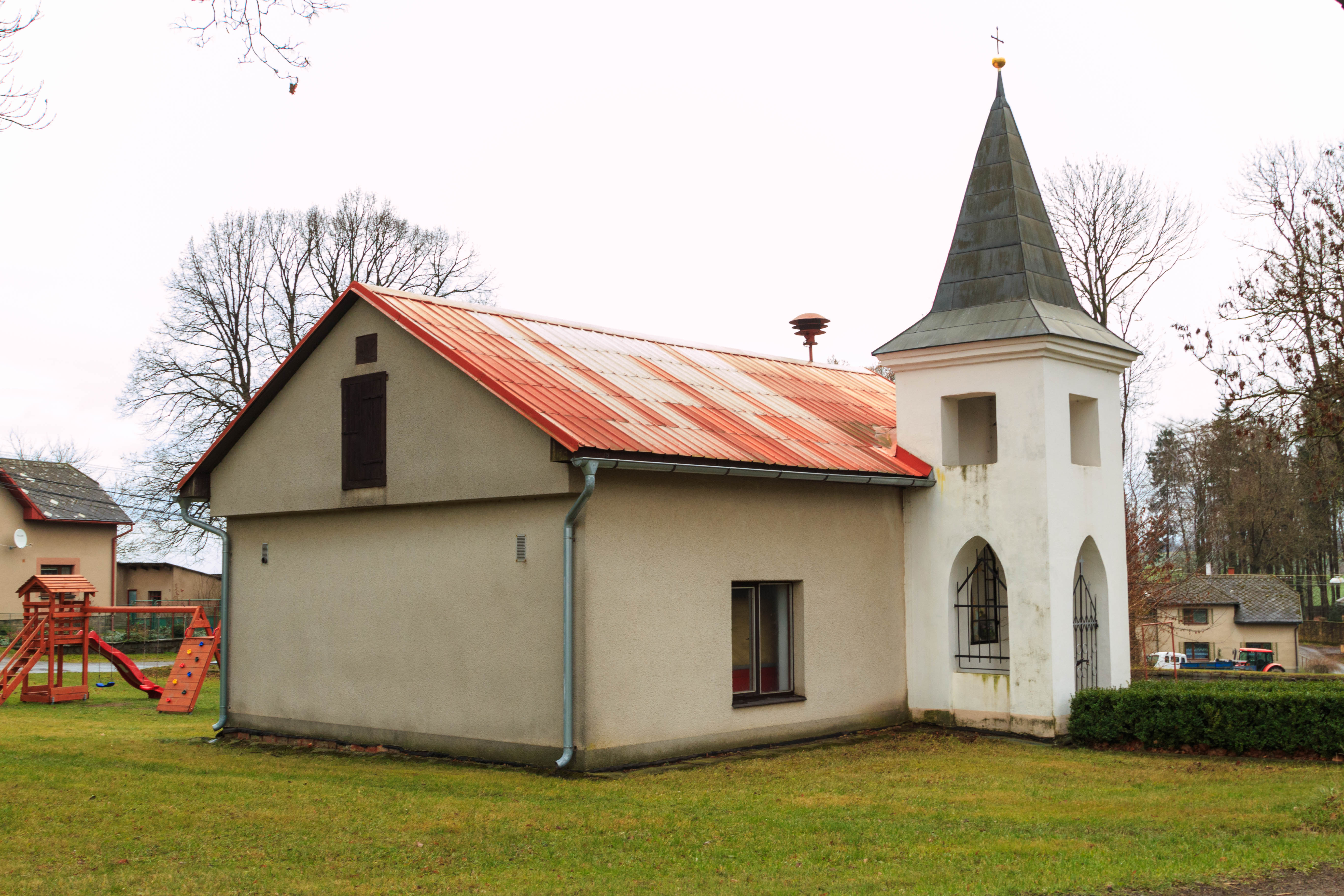
Glockenturm

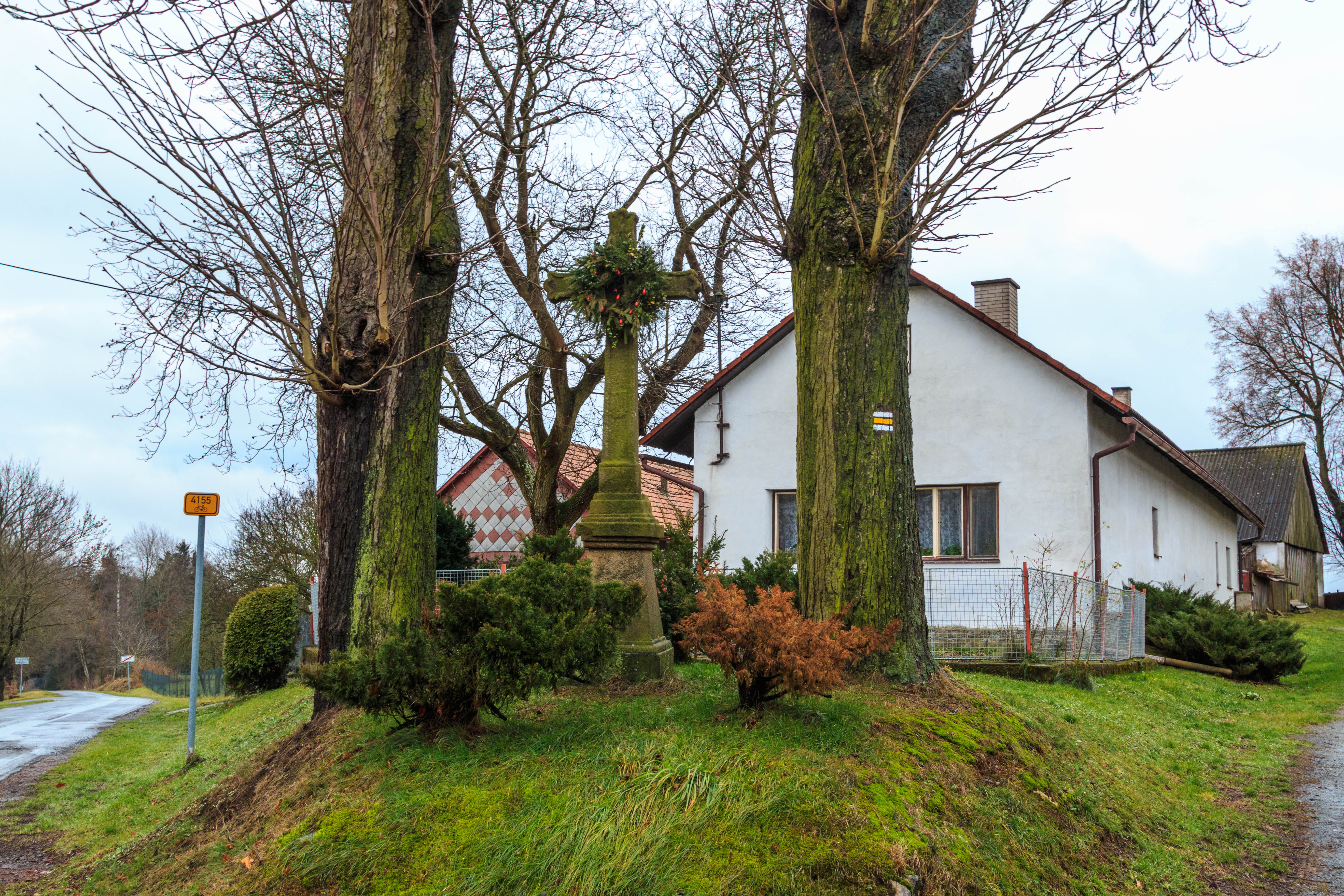
Kreuz

Zboží (deutsch Zbozi, 1939–45 Sbosch) ist ein Ortsteil der Stadt Habry in Tschechien. Er liegt fünf Kilometer südwestlich von Habry und gehört zum Okres Havlíčkův Brod.

## Geographie
Zboží befindet sich in der Hornosázavská pahorkatina (Hügelland an der oberen Sázava). Das Dorf liegt rechtsseitig des Baches Zbožský potok in der Quellmulde eines kleinen Zuflusses. Westlich des Dorfes verläuft die Staatsstraße II/347 zwischen Habry und Světlá nad Sázavou.
Nachbarorte sind Lubno und Bačkov im Norden, Habry, Na Pekle, Miřátky und Nový Dvůr im Nordosten, Kněž im Osten, Lesní Dvůr, Tis und Skuhrov im Südosten, U Jasanů, Malčín und Vlčkův Mlýn im Süden, Josefodol, Kunemil und Horní Dlužiny im Südwesten, Na Obci, Dolní Dlužiny und Ovesná Lhota im Westen sowie Sázavka im Nordwesten.

## Geschichte
Zboží wurde wahrscheinlich in der Mitte des 13. Jahrhunderts durch das Benediktinerkloster Wilmzell gegründet. Die erste schriftliche Erwähnung des Dorfes erfolgte 1307. Im Jahre 1419 erwarb Beneš von Tupadel das Gut als Pfand. Später gehörte Zboží zu den Besitzungen des Nikolaus I. Trčka von Lípa auf Lipnice. Nach der Verlegung des Sitzes nach Světlá wurde das Dorf Teil der Herrschaft Světlá.
Zum Ende des 17. Jahrhunderts bildete Zboží ein eigenes landtäfliges Gut, das Jan Vlasák Klusák von Kostelec gehörte. Er ließ zwischen 1700 und 1702 das Schloss erbauen. Nachfolgende Besitzer des Gutes waren die Amcha von Borovnice, der Jesuitenorden, die Vražda von Kunwald und die Herren von Blaha. Letztere verkauften das Gut zum Ende des 18. Jahrhunderts an Johann Adolf von Pötting und Persing, der es mit seiner Herrschaft Habern verband. 1802 erbte Adolph von Pötting und Persing die Herrschaft Habern mit den angeschlossenen Gütern Tieß und Zboží. Er verkaufte sie 1808 an Johann von Badenthal, von dem sie 1814 dessen Sohn Joseph erbte.
Im Jahre 1840 umfasste das nur als dem gleichnamigen Dorf bestehende Gut Zbožj eine Nutzfläche von 987 Joch 862 Quadratklafter, die überwiegend Ackerland waren. Das im Caslauer Kreis gelegene Dorf Zbožj bestand aus 49 Häusern, in denen 353 Personen, darunter zwei jüdische Familien lebten. Im Ort gab es ein herrschaftliches Schloss mit der Wohnung des Burggrafen, eine Kapelle des hl. Matthäus, einen obrigkeitlichen Meierhof, ein dominikales Branntweinhaus und ein Wirtshaus. Abseits lagen die Ansiedlung Babina (4 Häuser – darunter ein Jägerhaus – auf den Gründen des ehemaligen Tiergartens), der obrigkeitliche Meierhof Waldhof (Lesní Dvůr), eine Mühle, eine Brettmühle sowie ein einzelnes Häuschen (U Jasanů) am Zbožský potok. Pfarrort war Smrdow. Bis zur Mitte des 19. Jahrhunderts blieb Zbožj der Herrschaft Habern untertänig.
Nach der Aufhebung der Patrimonialherrschaften bildete Zboží ab 1849 mit dem Ortsteil Lubno eine Gemeinde im Gerichtsbezirk Habern. Ab 1868 gehörte die Gemeinde zum Bezirk Časlau. Franz von Puthon, der 1862 die Grundherrschaft Habern mit Tieß und Zboží erworben hatte, verkaufte sie 1869 an Franz Altgraf von Salm-Reifferscheidt-Hainspach auf Světlá. 1869 hatte Zboží 369 Einwohner und bestand aus 50 Häusern. Nach dem Tode des Franz von Salm-Reifferscheidt fiel die Grundherrschaft 1887 seiner Schwester Johanna verw. von Thun und Hohenstein auf Klösterle und Žehušice zu, 1892 erbte ihr Sohn Joseph Oswald von Thun-Hohenstein-Salm-Reifferscheidt den Großgrundbesitz. Im Jahre 1900 lebten in Zboží 326 Menschen, 1910 waren es 317. Nach dem Tod von Joseph Oswald von Thun-Hohenstein-Salm-Reifferscheidt ging die Grundherrschaft Světlá 1913 an die Prager Bodenbank über, die sie 1914 an den Unternehmer Richard Moravetz verkaufte. Lubno löste sich 1917 los und bildete eine eigene Gemeinde. 1930 hatte Zboží 252 Einwohner und bestand aus 48 Häusern. 1949 wurde die Gemeinde dem Okres Chotěboř zugeordnet, seit der Gebietsreform von 1960 gehört sie zum Okres Havlíčkův Brod. Im Jahre 1961 erfolgte die Eingemeindung nach Bačkov; seit dem 1. Juli 1985 ist Zboží ein Ortsteil von Habry. Beim Zensus von 2001 lebten in den 49 Häusern des Dorfes 184 Personen.

## Ortsgliederung
Zu Zboží gehört die Einschicht U Jasanů.
Der Ortsteil bildet einen Katastralbezirk.

## Sehenswürdigkeiten
- Schloss Zboží, der barocke Bau wurde 1700–1702 für Jan Vlasák Klusák von Kostelec errichtet. Wenig später erfolgte eine Erweiterung, ab 1723 wird die Schlosskapelle erwähnt. Beim Wiederaufbau nach dem Brand von 1782 erhielt das Schloss ein Mansarddach. Richard Moravetz ließ während des Ersten Weltkrieges darin ein Militärlazarett einrichten. Nach der Gründung der Tschechoslowakei übernahm das Rote Kreuz das Schloss und nutzte es als Sozialfürsorgeeinrichtung. Später diente es als Altersheim. Heute ist darin eine Einrichtung für behinderte Männer untergebracht. Umgeben wird das Schloss von einem 6 ha großen Park.
- Steinernes Kreuz auf dem Dorfplatz
- Glockenturm